# Aeroportul Paiela
Aeroportul Paiela (IATA: PLE) este un aeroport din Morobe Province⁠(d), Papua Noua Guinee.
aeroportul dispune de o singură pistă.